# Јо-Јо Ма
Jo-Jo Ma (rođen 7. oktobra 1955) američki je muzičar. Rođen u Parizu, on je proveo svoje školske godine u Njujorku i bio je čudo od deteta, nastupajući od četiri i po godine. Završio je Džulijard školu i Harvard univerzitet, a kao solista je nastupao sa orkestrima širom sveta. On je snimio je više od 90 albuma i dobio 18 Gremi nagrada.
Pored snimaka standardnog klasičnog repertoara, snimio je i široku paletu narodne muzike, poput američke blugras muzike, tradicionalne kineske melodije, tango argentinskog kompozitora Astora Pijazole i brazilsku muziku. On je sarađivao je sa mnogim umetnicima, uključujući džez pevača Bobija Makferina, gitariste Karlosa Santanu, Sergija Asada i njegovog brata Odajra, kao i sa tekstopiscem i gitaristom Džejmsom Tejlorom. Maov primarni instrument je Montagnanov violončelo, izrađen 1733. godine, sa procenjenom vrednošću od 2,5 miliona američkih dolara.
On je bio Glasnik mira Ujedinjenih nacija od 2006. godine. Dobitnik je Nagrade Glen Guld 1999. godine, Nacionalne medalje za umetnost 2001. godine, Predsedničke medalje za slobodu 2011. godine i Polarne nagrade za muziku u 2012. godine.

## Detinjstvo, mladost i obrazovanje
Jo-Jo Ma je rođen u Parizu 7. oktobra 1955, u kineskoj porodici i imao je znatan muzički odgoj. Njegova majka, Marina Lu, bila je pevačica, a njegov otac, Hiao-Tsiun Ma, bio je violinista i profesor muzike na Nacionalnom univerzitetu Nanđing (prethodnici današnjeg Univerziteta Nanđingu i Jugoistočnog univerziteta). Njegova sestra, Jeou-Čeng Ma, je svirala violinu pre nego što je stekla medicinsku diplomu i postala pedijatar. Porodica se preselila u Njujork kada je Ma imao sedam godina.
Od najranijih godina Ma je svirao violinu, klavir i kasnije violu, ali se 1960. ustalio na violončelu, pri uzrastu od četiri godine. Ma se šali da je njegov prvi izbor bio kontrabas zbog velike veličine, ali je pristao na kompromis i umesto njega uzeo violončelo. Nadareni dečak je počeo da nastupa pred publikom u petoj godini i nastupao je za predsednike Dvajta D. Ajzenhauera i Džona F. Kenedija kada je imao sedam godina. Sa osam godina pojavio se na američkoj televiziji sa sestrom na koncertu koji je vodio Leonard Bernstajn. Godine 1964, Isak Stern predstavio ih je u emisiji The Tonight Show Starring Johnny Carson, pri čemu su oni izveli Sonatu Samartini. On je u početku pohađao je školu Triniti u Njujorku, a zatim je bio premešten u Profesionalnu dečiju školu, u kojoj je maturirao u 15. godini. Pojavio se kao solista sa orkestrom Harvard Radklif u izvođenju Varijacije rokoko Čajkovskog.
Ma je studirao u Džulijard školi sa 19 godina kod Leonarda Rosa i pohađao je Kolumbija univerzitet, ali studije nije završio. Kasnije se upisao na Harvard koledž. Pre ulaska na Harvard, Ma je svirao u orkestru Marlboro festivala pod dirigentskom palicom čeliste i dirigenta Pabla Kasalsa. Ma je proveo četiri leta na Muzičkom festivalu u Marlboru nakon što je upoznao i zaljubio se u Džil Hornor, studentkinju Maunt Holjok koledža, koja je učestvovala u organizaciji festivala tokom njegovog prvo leta provedenog na toj lokaciji, 1972.
I pre toga, Ma je bio poznat i svirao je sa mnogim vodećim svetskim orkestrima. Takođe je svirao komornu muziku, često sa pijanistom Emanuelom Aksom, sa kojim je bio bliski prijatelj iz njihovog zajedničkog perioda na Džulijardu. Ma je diplomirao na Harvardu 1976. Godine 1991, dobio je počasni doktorat sa Harvarda.

## Karijera
Godine 1997, Ma je bila predstavljen na saundtraku Džona Vilijamsa za holivudski film Seven Years in Tibet. Godine 2000, čuo se na saundtraku za Crouching Tiger, Hidden Dragon, kao i Master and Commander: The Far Side of the World iy 2003. Ponovo je sarađivao sa Vilijamsom na muzici za film Memoirs of a Geisha iz 2005. godine. Takođe je radio sa italijanskim kompozitorom Enijem Morikonom i snimio Morikonove kompozicije iz trilogije Dollars, uključujući The Good, the Bad and the Ugly, kao i Once Upon a Time in America, The Mission, i The Untouchables. Snimio je preko 90 albuma, od kojih su 19 dobitnici Gremi nagrade. Dobio je nagradu za izvrsnost od njujorškog Međunarodnog centra.
Pored svoje plodne muzičke karijere, Ma je 1999. godine sarađivao sa pejzažnim arhitektama na dizajnu bašte inspirisane Bahom. Poznata kao Muzička bašta, interpretira Bahovu svitu br. 1 u G-duru za violončelo bez pratnje (BWV 1007), gde su delovi bašte dizajnirani da odgovaraju plesnim pokretima svite. Toronto je sa entuzijazmom prihvatio dizajn, prvobitno planiran za Boston, a kasnije je izgrađen u naselju Harborfront (Toronto).
Tadašnji generalni sekretar UN Kofi Anan je imenovao Ma za ambasadora mira u januaru 2006. godine. On je jedan od osnivača uticajnog kinesko-američkog Komiteta 100, koji se bavi problematikom Amerikanaca kineskog porekla.
Predsednik Barak Obama je 3. novembra 2009. imenovao Ma da služi u Predsedničkom komitetu za umetnost i humanističke nauke. Njegova muzika je predstavljena u dokumentarnom filmu Jews and Baseball: An American Love Story iz 2010. godine, u kome je narator dobitnik Oskara Dastin Hofman. Predsednik Obama je 2010. najavio da će Mau odati predsedničku medalju slobode, koju je Ma dobio u februaru 2011. godine.
Godine 2010, Ma je imenovan za kreativnog konsultanta Džadson i Džojs Grin Čikaškog simfonijskog orkestra. Pokrenuo je Partnerstvo inicijative građanskih muzičara u saradnji sa muzičkim direktorom orkestra, Rikardom Mutijem. Takođe 2010, pojavio se na solo albumu gitariste Karlosa Santane, Guitar Heaven: The Greatest Guitar Classics of All Time, svirajući zajedno sa Santanom i pevačicom Indija Ari na klasiku Bitlsa, While My Guitar Gently Weeps.
Godine 2015, Ma je nastupio sa kantautorom i gitaristom Džejmsom Tejlorom na tri numere Tejlorovog albuma koji je bio na vrhu liste Before This World: You And I Again. Godine 2019, Ma je rukovodio orkestrom na godišnjem festivalu Muzičke kulture mladih Guangdonga. Njega predstavlja nezavisna kompanija za upravljanje umetnicima Opus 3 Artists. Ma je doprineo dobrotvornom odavanju priznanja albumu The Metallica Blacklist, objavljenom u septembru 2021, tako što je podržao Majli Sajrus na obradi pesme Metalike „Nothing Else Matters“.

## Spoljašnje veze
- Zvanični veb-sajt
- Јо-Јо Ма на веб-сајту  (језик: енглески)
- Yo Ma Јо-Јо Ма на веб-сајту  (језик: енглески)